# Activitats de la vida diària
Les activitats de la vida diària bàsiques (AVDB) (sovint referides només com a activitats de la vida diària o AVD), és un terme utilitzat en l'assistència sanitària per referir-se a les activitats de cura personal quotidiana de les persones. El concepte d'AVD es va proposar originalment el 1950 pel Dr. Sidney Katz i el seu equip a l'Hospital Benjamin Rose a Cleveland, Ohio, i des de llavors s'hi han afegit una varietat d'investigadors. Els professionals de salut sovint utilitzen la capacitat o incapacitat d'una persona per realitzar les AVD com una mesura del seu estat funcional, sobretot pel que fa a les persones amb discapacitat i la gent gran. Els nens més petits sovint requereixen ajuda dels adults per realitzar les AVDB, ja que encara no han desenvolupat les habilitats necessàries per dur a terme de forma independent.
Les AVD es defineixen com "les coses que normalment fem ... com alimentar-nos, banyar-se, vestir-se, rentar-se, treball, economia domèstica, i l'oci." Tot i que s'han suggerit les definicions bàsiques de les AVD, el que constitueix específicament unes AVD en particular per a cada individu pot variar. Es poden utilitzar equips i dispositius d'adaptació per millorar i augmentar la independència en la realització de les AVD.